# Guettarda krugii
Guettarda krugii är en måreväxtart som beskrevs av Ignatz Urban. Guettarda krugii ingår i släktet Guettarda och familjen måreväxter. Inga underarter finns listade i Catalogue of Life.